# Texas Longhorn

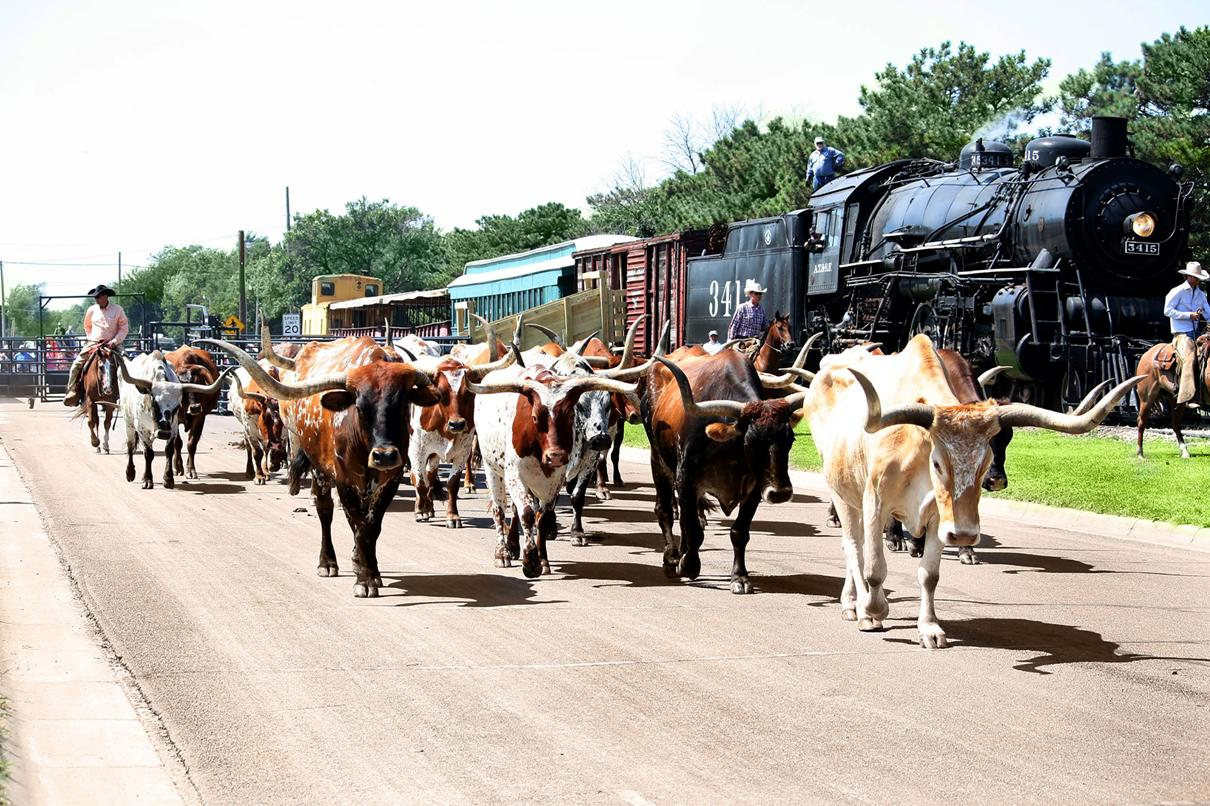
Show-Viehtrieb in Abilene mit Texas Longhorns

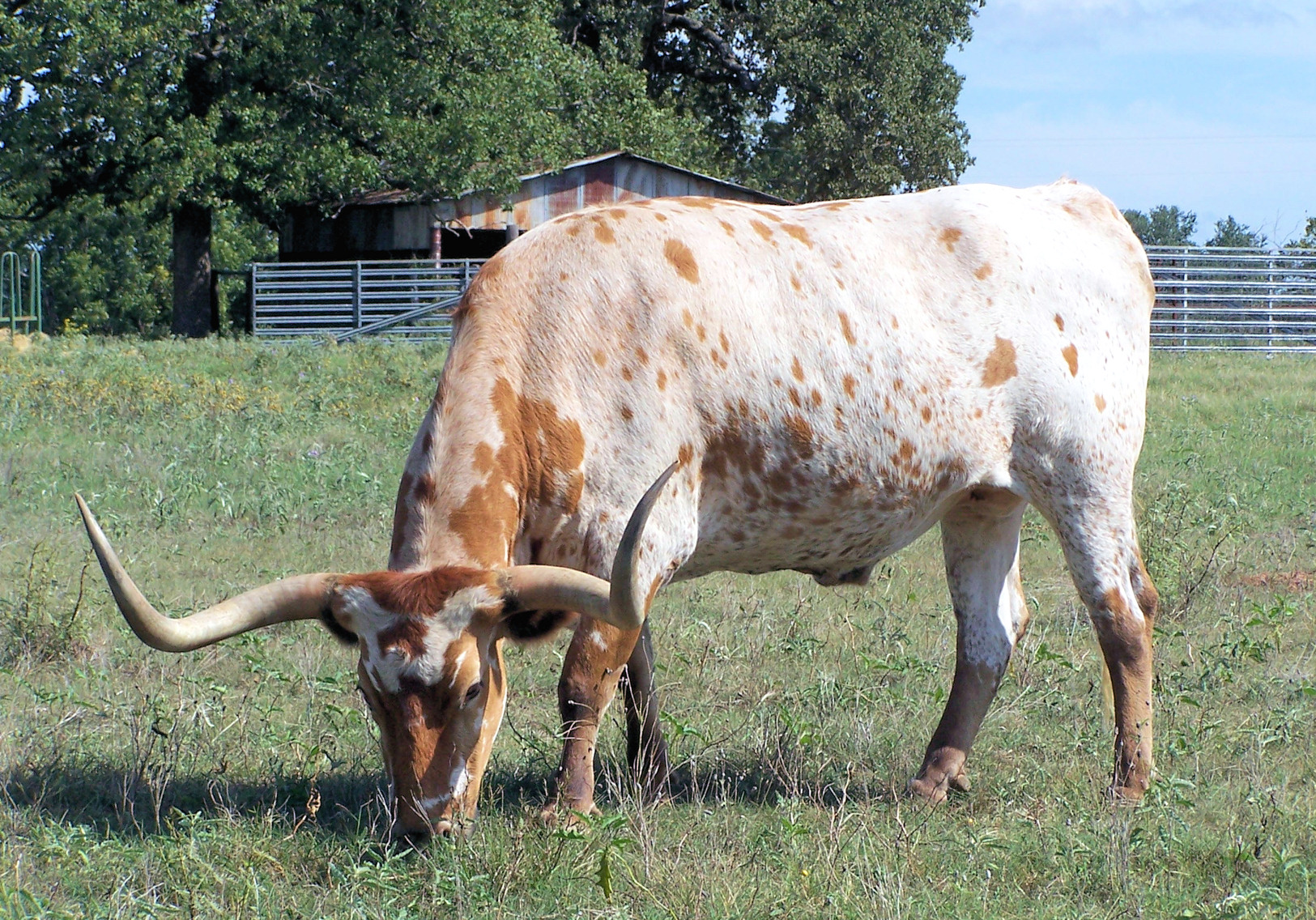
Texanisches Longhorn

Das Texas Longhorn ist eine Rasse des Hausrinds, das für seine charakteristischen Hörner bekannt ist, die bei Stieren und Kühen eine Spanne bis über 2,5 Meter umfassen können. Typisch für das Texanische Longhorn sind die vielen unterschiedlichen Fellfarben.

## Geschichte
Das Texas Longhorn ist genetisch eng mit iberischen Rinderrassen wie De Lidia und Retinta in Spanien und Alentejana und Mertolenga in Portugal verwandt. Wie andere Criollo-Rinder in Amerika und viele Rassen in Südeuropa ist es hauptsächlich taurinischer (europäischer) Abstammung, hat aber eine kleine Beimischung von indischem Erbgut; dies könnte eine Folge des Genflusses über die Straße von Gibraltar von Rindern afrikanischen Ursprungs sein, die aus der Zeit vor der spanischen Eroberung stammen.
Gegen Ende des 17. Jahrhunderts erreichten die Spanier das Gebiet des heutigen Texas. Schließlich entkamen einige Rinder oder wurden auf der offenen Weide freigelassen, wo sie in den nächsten zwei Jahrhunderten größtenteils verwildert blieben. Über mehrere Generationen hinweg entwickelten die Nachkommen dieser Rinder eine hohe Futter- und Trockenstresstoleranz und andere robuste Eigenschaften, die den Longhorns ihren Ruf als Nutztier eingebracht haben. Frühe anglo-amerikanische Siedler in Osttexas, das damals zu Mexiko gehörte, holten sich verwilderte mexikanische Rinder aus dem Grenzgebiet zwischen dem Nueces River und dem Rio Grande. Sie züchteten sie mit ihren eigenen Rinderrassen aus dem Osten der USA. Das Ergebnis war ein zähes, robustes Tier, das sich durch seine langen Beine und außergewöhnlich langen Hörner auszeichnete, die bis zu einem Meter lang waren. Populär wurde die Rasse in den späten 1870er Jahren. Die großen Bisonherden waren zu diesem Zeitpunkt verschwunden und die Prärie-Indianer in die Reservate gezwungen. Dies ermöglichte, dass sich Ranches immer mehr nach Nordwesten ausbreiten konnten. Die Tiere der Rasse Texanisches Longhorn waren an diese Lebensbedingungen besonders gut angepasst. Sie hatten lange Beine und harte Klauen, die es auch erlaubten, sie nach Norden zu treiben, wo sie zu Fleischprodukten verarbeitet wurden. Etwa 9 Millionen Rinder dieser Rasse wurden über den Chisholm Trail und ähnliche Viehtriebe zur Eisenbahn und in die großen Städte und insbesondere in die Union Stock Yards, die Schlachthöfe Chicagos, verbracht.
Der Niedergang der Rasse begann bereits im späten 19. Jahrhundert. Die Einführung des Stacheldrahts und die verbesserten Transportmöglichkeiten erlaubten eine selektivere Zucht von Rindern. Das sehr magere Longhorn-Fleisch war außerdem nicht mehr gefragt. Die Fähigkeit der Rinder, auch auf Flächen mit der kargen Vegetation der offenen Weide zu überleben, spielte keine Rolle mehr.  Andere Rassen wiesen Eigenschaften auf, die von den modernen Viehzüchtern mehr geschätzt wurden, wie z. B. die Fähigkeit, schnell an Gewicht zuzulegen. Die Rasse war bereits in den 1920er Jahren vom Aussterben bedroht. 
Gerettet wurde sie durch den United States Forest Service, die eine kleine Herde sammelte, um sie ab 1927 im Wichita Mountains Wildlife Refuge grasen zu lassen. Für die nächsten Jahrzehnte wurde daher lediglich eine Erhaltungszucht betrieben. Einige Jahre später sammelten J. Frank Dobie und andere kleine Herden, um sie in texanischen State Parks zu halten. Der Ölmagnat Sid W. Richardson half bei der Finanzierung des Projekts. 1957 begann Charles Schreiner III mit dem Aufbau einer Longhorn-Herde auf seiner Ranch Y O in Mountain Home, Texas, als Hommage an das Erbe seines Großvaters der Longhorns auf seiner Ranches hielt. Im Jahr 1964 gründete Schreiner die Texas Longhorn Breeders Association of America. Um die Aufmerksamkeit auf das Longhorn und seinen neuen Verband zu lenken, organisierte Schreiner 1966 einen Viehtrieb mit Longhorn-Ochsen von San Antonio nach Dodge City, der als hundertjähriges Gedenken an die früheren Chisholm Trail-Triebe beworben wurde. 1976 überredete die Texas Tech University Schreiner, einen Viehtrieb zu veranstalten, um ihr neues National Ranching Heritage Center zu feiern.
Zu den Registern für die Rasse gehören die Texas Longhorn Breeders Association of America, die International Texas Longhorn Association und das Cattlemen's Texas Longhorn Registry. 
Die Longhorns wurden hauptsächlich als Kuriositäten gehalten, heute aber schätzt man die Rasse wegen ihrer Langlebigkeit, ihrer Widerstandsfähigkeit gegen Krankheiten und ihrer Fähigkeit, auch auf minderwertigen Weiden zu leben. Einige texanische Rancher unterhalten Herden dieser Rasse wegen ihrer kulturhistorischen Bedeutung zur texanischen Geschichte. Weiters ist das sehr magere Fleisch ebenfalls wieder gefragt, wodurch der Bestand zunimmt.

## Sonstiges
Die besondere Form der Hörner inspirierte Teilnehmer der Expedition der Texas Tech University zum Shackleton-Gletscher in der Antarktis (1964–1965) zur Benennung der Gebirgsformation Longhorn Spurs. Die Sportteams der University of Texas at Austin sind nach den Rindern benannt und heißen Texas Longhorns, nachdem ein Texas Longhorn namens Bevo 1917 zum Maskottchen der University of Texas ernannt wurde.
1995 ernannte die texanische Regierung das Texas Longhorn zum (großen) Säugetier des Staates. 
Die Grant-Kohrs Ranch National Historic Site bei Deer Lodge in Montana erinnert an die Zeit der Open Range, als private Rancher ihre Herden unreglementiert auf öffentlichem Land weiden ließen. Auf der Ranch wurden ab Ende der 1870er Jahre auch Texas Longhorns gehalten und gezüchtet. Sie ist seit 1972 im Besitz des Bundes, wird durch den National Park Service verwaltet und als aktive Ranch betrieben. Besucher können die Viehwirtschaft im Stil des späten 19. Jahrhunderts erleben und an Living History-Vorführungen teilnehmen.
Das National Texas Longhorn Museum zeigt die Vielfalt der Hörner der Rasse, Geschichten über bemerkenswerte einzelne Rinder der Rasse und eine Galerie von Möbeln aus Rinderhörnern.